# Phil Dunster

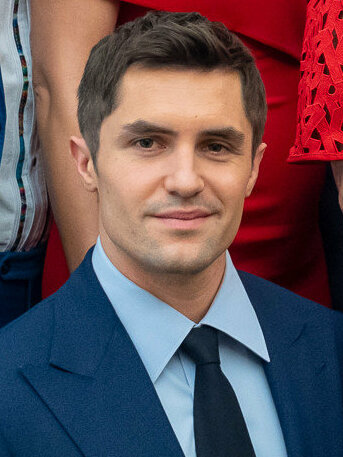
Phil Dunster, 2023

Philip James Dunster (Reading, 31 marzo 1992) è un attore britannico, attivo in campo teatrale, televisivo e cinematografico.

## Biografia
Dopo gli studi al Bristol Old Vic, Dunster ha intrapreso la carriera teatrale e nel 2016 ha fatto il suo esordio sulle scene londinesi nel dramma Pink Mist, per cui ha ottenuto una candidatura al Premio Laurence Olivier, massimo riconoscimento del teatro inglese. Nello stesso anno è stato scelto da Kenneth Branagh per recitare nella commedia drammatica The Entertainer in scena nel West End e negli anni successivi la carriera di Dunster è stata legata a quella di Branagh, che lo prese nel cast dei suoi due film Assassinio sull'Orient Express e Casa Shakespeare. Attivo anche in campo televisivo, Dunster è noto soprattutto per il ruolo del calciatore Jamie Tartt nelle serie TV Ted Lasso, per cui ha vinto Screen Actors Guild Award per il miglior cast in una serie commedia nel 2022.

## Filmografia parziale

### Cinema
- Assassinio sull'Orient Express (Murder on the Orient Express), regia di Kenneth Branagh (2017)
- Casa Shakespeare (All Is True), regia di Kenneth Branagh (2018)
- Judy, regia di Rupert Goold (2019)
- L'inganno perfetto (The Good Liar), regia di Bill Condon (2019)
- Scatta l'amore (Picture This), regia di Prarthaba Mohan (2025)

### Televisione
- Catastrophe – serie TV, episodi 2x06-3x01 (2015-2017)
- Man in an Orange Shirt, regia di Michael Samuels – miniserie TV, puntata 2 (2017)
- Strike Back – serie TV, 8 episodi (2017-2018)
- Save Me – serie TV, 5 episodi (2018)
- Humans – serie TV, 6 episodi (2018)
- No Offence – serie TV, episodi 3x01-3x02 (2018)
- Caterina la Grande (Catherine the Great), regia di Philip Martin – miniserie TV, puntate 2-3 (2018)
- Dracula, regia di Jonny Campbell, Damon Thomas e Paul McGuigan – miniserie TV, puntata 3 (2020)
- Ted Lasso – serie TV, 30 episodi (2020-2023)
- The Devil's Hour – serie TV, 7 episodi (2022-2024)
- Surface – serie TV (2025)

## Teatro
- Molto rumore per nulla di William Shakespeare, regia di Hal Chambers. Reading Theatre di Reading (2015)
- Pink Mist di Owen Sheers, regia di George Mann e John Retallack. Bush Theatre di Londra, Bristol Old Vic di Bristol (2016)
- The Entertainer di John Osborne, regia di Rob Ashford. Garrick Theatre di Londra (2016)
- Oklahoma! di Rodgers e Hammerstein, regia di Bill Deamer. Theatre Royal Drury Lane di Londra (2024)

## Riconoscimenti
- Premio Laurence Olivier
  - 2016 – Candidatura per la miglior performance in un teatro affiliato per Pink Mist
- Premio Emmy
  - 2023 – Candidatura per il miglior attore non protagonista in una serie commedia per Ted Lasso
- Screen Actors Guild Award
  - 2021 – Candidatura per il miglior cast in una serie commedia per Ted Lasso
  - 2022 – Miglior cast in una serie commedia per Ted Lasso

## Doppiatori italiani
Nelle versioni in italiano delle opere in cui ha recitato, Phil Dunster è stato doppiato da:
- Emanuele Ruzza in Assassinio sull’Orient Express, Strike Back, No Offence, The Devil's Hour, Scatta l'amore
- Giuseppe Ippoliti in Casa Shaekspeare
- Massimo Triggiani in Judy
- Sacha Pilara in Ted Lasso